# Jehovist
Jehovist pode se referir a um dos seguintes procedimentos:
- O escritor das passagens do Antigo Testamento, especialmente os do Pentateuco, na qual o Ser Supremo é designado pelo tetragrama YHWH. O escritor, cuja obra é uma das quatro vertentes que se entrelaçam e estudiosos da Bíblia têm distinguido na Pentatech, também é chamado de javista ou o Jahwist. Os outros três eixos são do Elohist, o Deuteronomista, ea fonte Sacerdotal. As letras J, E, D e P são utilizados como abreviaturas para se referir aos quatro.

- Aquele que sustenta que a vogal pontos anexa Bíblias em hebraico para o tetragammaton (exceto após prefixos) são os vogais próprio da palavra e indicam que "o Senhor é a verdadeira pronúncia. Os jehovists se opõem aos adonists, que sustentam que os pontos, anexo ao Word são as vogais da palavra "Adonai".

## Alguns estudiosos "jehovists"
- Johannes Buxtorf II
- Thomas Gataker [1574-1654]
- John Leusden [1624-1699]
- John Owen
- Peter Whitfield
- John Gill
- John Moncrieff
- Nehemia Gordon
- G. A. Riplinger
- Thomas M. Strouse
- John Hinton